# Sergio Santamaría Santigosa
Sergio Santamaría Santigosa (Córdoba, 1967) es un abogado y político español.

## Biografía
Es licenciado en Derecho por la Universidad Nacional de Educación a Distancia (UNED), con especialización en jurisdicción de menores y en violencia de género. Está adscrito al turno de oficio de jurisdicción civil y penal desde 1995 y en la actualidad ejerce como abogado. En las elecciones autonómicas catalanas de 2012 fue elegido diputado del Partido Popular de Cataluña por Gerona. En las elecciones municipales de 2015 fue candidato a la alcaldía de Salt (Gerona) por el PP, pero no resultó elegido concejal. En las elecciones al Parlamento de Cataluña de 2015 fue segundo en las listas del PP por Gerona pero no fue reelegido diputado porque el PP solo obtuvo 1 diputado por esa provincia.
Fue uno de los 11 parlamentarios que utilizaban el español en el Parlamento de Cataluña durante la X Legislatura.